# Colonus (genre)
Genre
Colonus est un genre d'araignées aranéomorphes de la famille des Salticidae.

## Distribution
Les espèces de ce genre se rencontrent en Amérique.

## Liste des espèces
Selon World Spider Catalog (version 24.5, 18/09/2023) :
- Colonus alineae Rubio, Stolar, Baigorria & Baptista, 2023
- Colonus branicki (Taczanowski, 1871)
- Colonus candidus (Mello-Leitão, 1922)
- Colonus germaini (Simon, 1900)
- Colonus gracilis Rubio, Stolar, Baigorria & Baptista, 2023
- Colonus hesperus (Richman & Vetter, 2004)
- Colonus melanogaster (Mello-Leitão, 1917)
- Colonus pallidus (C. L. Koch, 1846)
- Colonus pseustes (Chamberlin & Ivie, 1936)
- Colonus puerperus (Hentz, 1846)
- Colonus punctulatus (Mello-Leitão, 1917)
- Colonus rishwani (Makhan, 2006)
- Colonus robustus (Mello-Leitão, 1945)
- Colonus sylvanus (Hentz, 1846)
- Colonus vaccula (Simon, 1900)
- Colonus vellardi (Soares & Camargo, 1948)

## Systématique et taxinomie
Ce genre a été décrit par F. O. Pickard-Cambridge en 1901 dans les Salticidae. Il est placé en synonymie avec Thiodina par Simon en 1903. Il est relevé de synonymie par Bustamante, Maddison et Ruiz en 2015.

## Publication originale
- F. O. Pickard-Cambridge, 1901 : « Arachnida - Araneida and Opiliones. » Biologia Centrali-Americana, Zoology, London, vol. 2, p. 193-312 (texte intégral).